# Avenida Anita Garibaldi
Avenida Anita Garibaldi, comumente referenciada apenas como Garibaldi, é uma importante avenida de Salvador, na Bahia, que tem início nas avenidas Centenário e Vasco da Gama, no bairro da Federação, corta o bairro da Ondina e termina no bairro do Rio Vermelho. A avenida conta com um canal no canteiro central, onde há ciclovia e pista de corrida e caminhada. Seu nome é uma homenagem a Anita Garibaldi, revolucionária brasileira do século XIX conhecida como "Heroína de Dois Mundos" que atuou no Brasil, na Revolução Farroupilha, e no processo de reunificação da Itália, o Risorgimento.

## Edificações
Na Garibaldi estão instituições de ensino, como a Universidade Federal da Bahia (UFBA), o Núcleo de Prática Jurídica da Universidade Salvador, o Câmpus da Garibaldi da Universidade Católica do Salvador, e o Colégio Estadual Evaristo da Veiga, uma escola pública de educação básica.
A avenida se destaca pelo seu acesso ao Câmpus Federação/Ondina da UFBA, onde é ligada à avenida que fica localizado o portão principal da universidade, a Avenida Milton Santos, além da Portaria 02 do câmpus ficar localizado na própria Avenida Anita Garibaldi, dando acesso direto a alguns institutos e faculdades da universidade, como o Instituto de Geociências e o Laboratório de Física Nuclear Aplicada. Também está situada na avenida uma das moradias universitárias da Universidade Federal da Bahia, a Residência Universitária Estudante Frederico Perez Rodrigues Lima (conhecida comumente como Residência 5, UFBA R5 ou simplesmente R5). Inaugurada em 2012, a residência fica localizada na seção Ondina da Avenida Anita Garibaldi, número 1207, em frente à Portaria 02 da UFBA. O prédio, dividido em subsolo, térreo e quatro andares superiores, possuí cinquenta apartamentos de dois quartos, comportando quatro estudantes por apartamento (exceto o apartamento para pessoas com deficiência, que comporta apenas dois moradores), serve como moradia a estudantes da universidade que não podem arcar com os próprios custos enquanto estudantes.
A avenida é repleta de instituições de saúde, entre elas: o Hospital Jorge Valente (localizado na seção do Rio Vermelho da avenida), o Centro Médico Alexander Fleming, e o Centro Odontomédico Itamaraty (que também serve como condomínio residencial e está ao lado da Residência Universitária Estudante Frederico Perez Rodrigues Lima).

## Monumentos

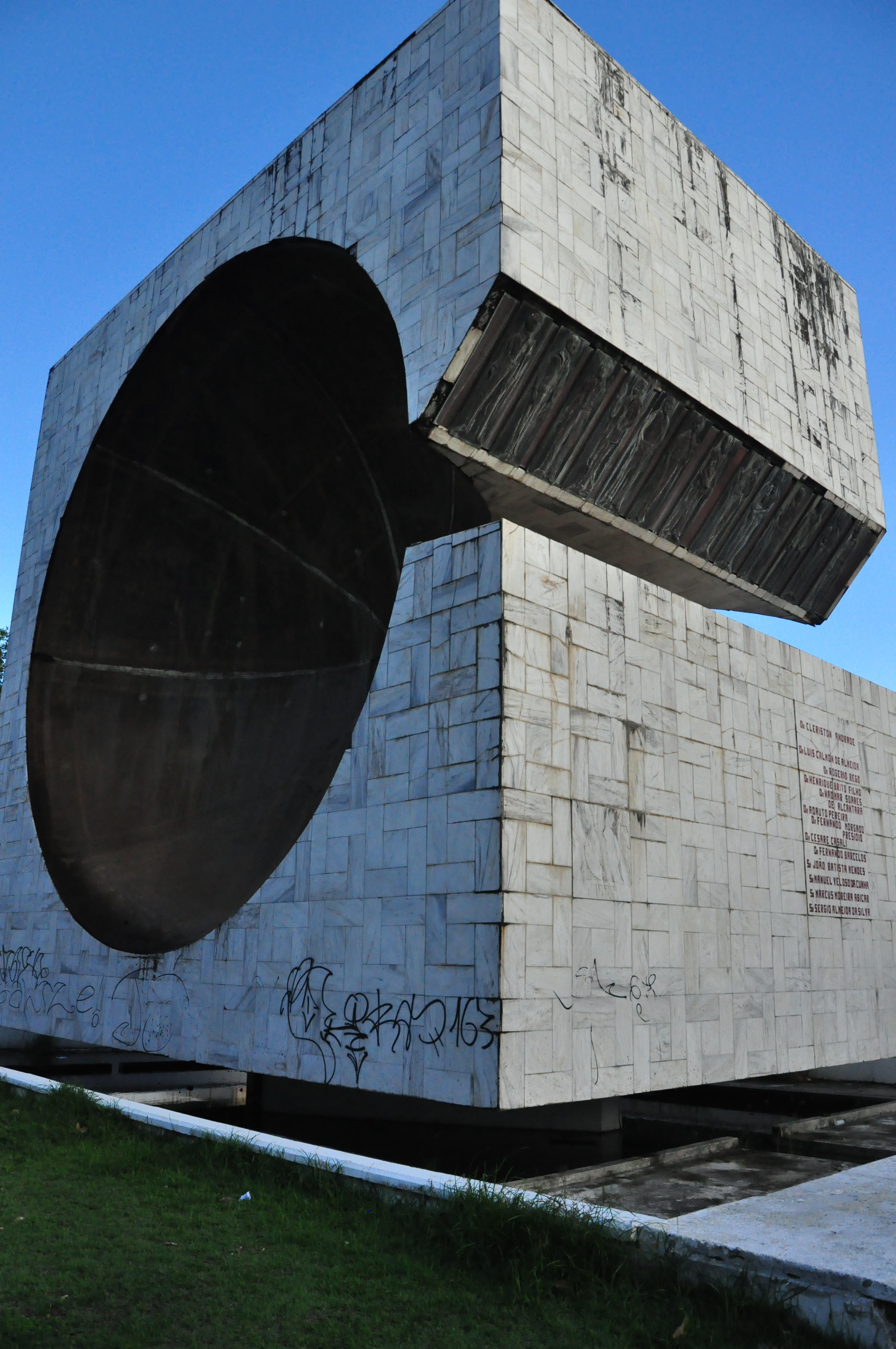
Memorial a Clériston Andrade (1983), de Mário Cravo, localizado no canteiro central da Avenida Anita Garibaldi

No canteiro central da avenida, em Ondina, encontra-se uma homenagem póstuma a Clériston Andrade, prefeito de Salvador de 1970 a 1975, que concorreu ao cargo de governador da Bahia duas vezes, primeiro em 1974, quando teve sua candidatura impedida por Ernesto Geisel, e, pela segunda vez, quando faleceu em um acidente de helicóptero durante a campanha, em 1982.

O Monumento a Clériston Andrade é uma obra do artista Mário Cravo, inaugurado em março de 1983, é formado por uma grande letra C com vitrais referentes à cultura baiana e, à frente, um espaço onde havia a imagem de Clériston Andrade, hoje encontra-se vazio. Abaixo de onde deveria estar o retrato está escrito:
A Clériston Andrade, que viveu e morreu pela Bahia, exemplo de trabalho e amor ao próximo, a gratidão de sua terra. Março de 1983.
Ainda no canteiro central da avenida há outro monumento, desta vez, referencia a Década Internacional dos Afrodescendentes (2013-2022). Essa efeméride foi estabelecida pela Organização das Nações Unidas (ONU) e a estrutura simbólica homenageia negros e afrodescendentes com uma mescla das imagens de um baobá e mapas do Brasil e da África.